# George Lucas Alves de Paula
George Lucas Alves de Paula, également connu sous le nom de Georginho, né le 24 mai 1996, à Diadema, au Brésil, est un joueur brésilien de basket-ball. Il évolue au poste d'arrière.

## Palmarès
- Finaliste du championnat des Amériques 2022